# تیم ملی فوتبال جزایر ویرجین ایالات متحده آمریکا
تیم ملی فوتبال جزایر ویرجین ایالات متحده نمایندهٔ کشور جزایر ویرجین ایالات متحده در مسابقات بین‌المللی است که زیر نظر فدراسیون فوتبال جزایر ویرجین ایالات متحده فعالیت می‌کند.
اولین بازی رسمی این تیم در تاریخ ۲۱ مارس ۱۹۹۸ میلادی در برابر تیم ملی فوتبال جزایر ویرجین بریتانیا برگزار شده‌است.